# Linia kolejowa Leipzig-Wahren – Leipzig-Engelsdorf
Linia kolejowa Leipzig-Wahren – Engelsdorf – zelektryfikowana dwutorowa magistrala kolejowa w Niemczech, w kraju związkowym Saksonia. Jest północną częścią Leipziger Güterring. Służy głównie ruchu towarowemu na osi wschód-zachód w węźle kolejowym Lipsk. 